# 邕州
邕州，中国古代的州。因邕溪水得名，辖境相当今广西壮族自治区南宁市及武鸣、隆安、大新、崇左、上思、扶绥等县地。
唐朝贞观六年（632年）改南晋州置，治所在宣化县（今广西壮族自治区南宁市南），天宝元年（742年）至乾元元年（758年）邕州改称朗宁郡。曾为邕管经略使、岭南西道节度使治所。五代曾为建武节度使治所，後晋天福七年（942年）改名诚州，南汉初年复旧。
北宋皇祐中，邕州治所移今南宁市，属广南西路。郡名为永宁郡，建武军节度。开宝五年（972年），废朗宁县、封陵县和思龙县。大观元年（1107年），升为望郡。南宋绍兴三年（1133年），置司市马于横山砦，以本路经略、安抚总州事，同提点买马，专任武臣；隆兴后文武通差。宝祐元年（1253年），兼邕、宜、钦、融镇抚使。北宋元丰时，户五千二百八十八。贡银。
下辖两县：宣化县、武缘县。一砦：太平。一金场：镇乃。另有四十四羁縻州，五县，十一洞。忠州、冻州、江州、万丞州、思陵州、左州、思诚州、谭州、渡州、龙州、七源州、思明州、西平州、上思州、禄州、石西州、思浪州、思同州、安平州、员州、广源州、勤州、南源州、西农州、万崖州、覆利州、温弄州及五黎县、罗阳县、陀陵县、永康县，武盈洞、古甑洞、凭祥洞、鐏峒、卓峒、龙英洞、龙耸洞、徊洞、武德洞、古佛洞、八洞：并属左江道。思恩州、鹣州、思城州、勘州、归乐州、武峨州、伦州、万德州、蕃州、昆明州、婪凤州、侯唐州、归恩州、田州、功饶州、归城州、武笼州及龙川县：并属右江道。
元朝至元十六年（1279年）升为邕州路，泰定元年（1324年）改名南宁路。
| 唐朝邕州辖县 | 唐朝邕州辖县                                               |
| ------------ | ---------------------------------------------------------- |
| 634年        | 宣化县、永定县、朗宁县、晋兴县、横山县、武缘县             |
| 639年        | 宣化县、朗宁县、晋兴县、横山县、武缘县（废除永定县）       |
| 705年        | 宣化县、朗宁县、晋兴县、武缘县（废除横山县）               |
| 711年        | 宣化县、朗宁县、晋兴县、武缘县（增封陵县、如和县、思笼县） |

邕州刺史（都督）
- 光楚客（开元初年）
- 李祎之（727年前）
- 管元惠（727年—729年）
- 陆思本（开元年间）
- 孙公器（793年—794年）
- 董镇（794年）
- 武少仪（795年）
- 陈昙（797年—798年）
- 杜春（798年—800年）
- 徐申（801年—802年）
- 张正元（802年）
- 韦丹（804年—805年）
- 路恕（805年—807年）
- 赵良金（807年—810年）
- 崔咏（810年—813年）
- 柳宽（811年）
- 马平阳（813年—814年）
- 徐俊（815年）
- 张士陵（约815年、816年）
- 韦悦（816年—818年）
- 李位（818年）
- 韦正武（819年）
- 李元宗（821年—822年）
- 崔结（822年）
- 王茂元（宝历年间—827年）
- 张遵（827年—830年）
- 董昌龄（830年—834年）
- 吴季真（834年）
- 裴泰（835年）
- 高承恭（836年—837年）
- 唐弘实（838年—840年）
- 李公敏（会昌年间）
- 裴及（约会昌、大中年间）
- 段文楚（855年—858年）
- 李蒙（858年—861年）
- 李弘源（861年）
- 段文楚（861年—862年）
- 胡怀玉（862年）
- 蔡京（862年）
- 郑愚（862年—863年）
- 康承训（863年—864年）
- 张茵（864年—865年）
- 李耽（866年—869年）
- 张鹏（871年）
- 辛谠（874年—879年）
- 张从训（881年—882年）
- 崔焯（882年—884年）
- 周岳（891年—892年，未任）
- 滕存免（892年—897年）
- 李鐬（897年—901年）
- 周承诲，赐名李继诲（901年，未任）
- 朱友宁（约唐昭宗时）
- 李域（不详）
- 朱全昱（905年）
- 于达（不详）
- 叶广略（906年—911年）